# Imke David
Imke David (* 4. Juni 1967 in Erlangen) ist eine deutsche Gambistin, Autorin und Professorin.

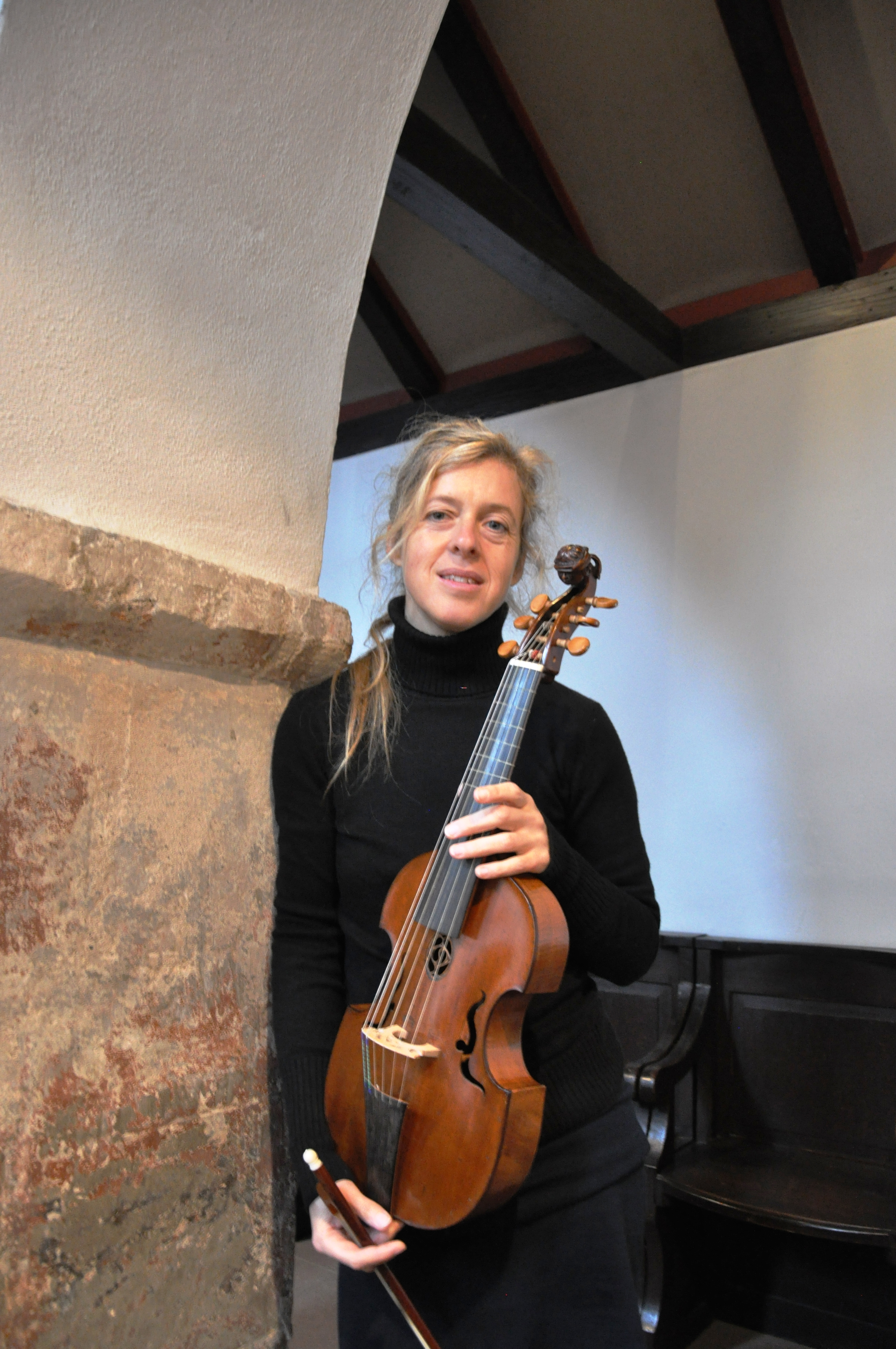
Imke David, Köln 2015

## Leben und Wirken
Imke David wuchs bei Erlangen in einer musikalischen Familie auf. Als 6-Jährige war sie Mitglied im siebenköpfigen Gambenensemble ihrer Familie.
1986 wurde sie als Jungstudentin am Meistersinger-Konservatorium Nürnberg zugelassen. Es folgte ein Studium der Alten Musik mit Hauptfach Gambe bei Jordi Savall an der Schola Cantorum Basiliensis. Nach kurzer Zeit wurde sie Mitglied in Savalls Ensemble Hespèrion XX. Es folgten  Auftritte mit Cantus Cölln, Concerto Palatino, Concerto Vocale unter der Leitung von René Jacobs, Hesperion XX unter der Leitung von Jordi Savall, Le Concert des Nations. Als erste Gambistin war sie Preisträgerin beim internationalen Solowettbewerb des Alte-Musik-Festivals in Brügge.

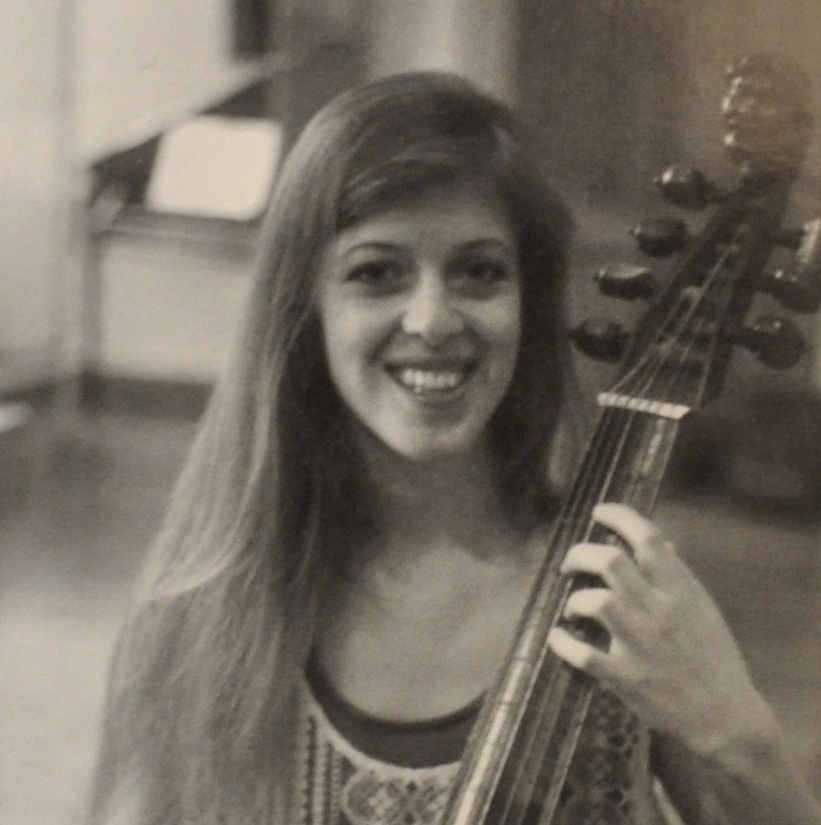
Imke David, 1997

Imke David konzertiert international als Gambistin und wirkte bei Rundfunk- und CD-Einspielungen mit. 1996 wurden mehrere Solo-Gambe-Kompositionen vom Komponisten Art Clay für sie geschrieben und von ihr uraufgeführt. Mit dem Projekt „Gebrochene Worte“, einer Text- und Musik-Performance mit Urs Jaeggi (Texte), Art Clay (Live-Elektronik) und Imke David (Air-Bow), sollten für die Gambe moderne Wege aufgezeigt werden.
Als eine der ersten Instrumentalisten ihres Fachs forschte sie über das italienische frühbarocke Continuoinstrument Lira da Gamba und entwickelte die akkordische Spielweise auf dem 13-saitigen Streichinstrument. In der spieltechnischen Umsetzung wurde dadurch die orgelähnliche Klangfarbe zur Untermalung von Lamentation und Rezitativen in der Aufführungspraxis in den Werken von Claudio Monteverdi und seinen Zeitgenossen eingesetzt.
Seit 2010 ist Imke David Professorin für Viola da gamba, Lirone und Violone am Institut für Alte Musik der Hochschule für Musik Franz Liszt Weimar. Dort lehrt sie neben der Interpretation der unterschiedlichen Stile der europäischen Renaissancemusik, Früh- und Hochbarock auch eine Körperarbeit zur umfassenden Klangerzeugung. Sie ist zudem in internationalen Wettbewerben als Jurorin tätig.

## Ehrungen und Auszeichnungen
- Preisträgerin bei dem Solowettbewerb des MA Festival Brügge, 1996
- Gewinnerin der Orpheuskonzerte Viola da Gamba 1996 in Zürich

## Schriften
- Die sechzehn Saiten der italienischen Lira da gamba, Orfeo-Verlag, München 1999, ISBN 3-9806730-0-6

## Diskografie
- Lachen Weinen Trauern Singen, Imke David Viola da Gamba Solo. David Hume, Johannes Schenck, Georg Philipp Telemann, Karl Friedrich Abel u. a., 1991
- Musik for seven strings - Imke David Viola da Gamba Solo, Jörg-Andreas Bötticher, Harpsichord, Kompositionen Art Clay, 1995
- Werke Mit Obligatem Cembalo. Aus Den Essercizii Musici von Georg Philipp Telemann, Schola Cantorum Basiliensis, 1993
- Sechs Sonaten für Blockflöte und Basso Continuo von Ignazio Sieber
- Psalmen Davids von Heinrich Schütz mit Konrad Junghänel und Cantus Cölln, 2013